# Werner Reiterer (Leichtathlet)
Werner Josef Reiterer (* 27. Januar 1968 in Hohenems) ist ein ehemaliger australischer Diskuswerfer österreichischer Herkunft.

## Sportliche Laufbahn
1986 gewann er Silber bei den Juniorenweltmeisterschaften in Athen und Bronze bei den Commonwealth Games in Edinburgh. Bei den Olympischen Spielen 1988 in Seoul schied er in der Qualifikation aus.
1990 holte er bei den Commonwealth Games in Auckland Silber im Diskuswurf und wurde Vierter im Kugelstoßen. Einem Vorrunden-Aus bei den Weltmeisterschaften 1991 in Tokio folgte ein zehnter Platz bei den Olympischen Spielen 1992 in Barcelona.
1994 siegte er bei den Commonwealth Games in Victoria und wurde Vierter beim Leichtathletik-Weltcup in London. Bei den Weltmeisterschaften 1995 in Göteborg kam er nicht über die erste Runde hinaus.
Achtmal wurde er Australischer Meister im Diskuswurf (1988–1995) und einmal im Kugelstoßen (1991).

## Dopinggeständnis
2000 bekannte er in seiner Autobiografie Positive, fünf Jahre lang Dopingsubstanzen genommen zu haben.

## Bestleistungen
- Kugelstoßen: 18,32 m, 23. November 1989, Melbourne
- Diskuswurf: 65,62 m, 15. Dezember 1987, Melbourne

## Veröffentlichungen
- Positive: An Australian Olympian Reveals the Inside Story of Drugs and Sport. Pan Macmillan Australia, 2000, ISBN 0-7329-1040-4